# Professional Graphics Controller

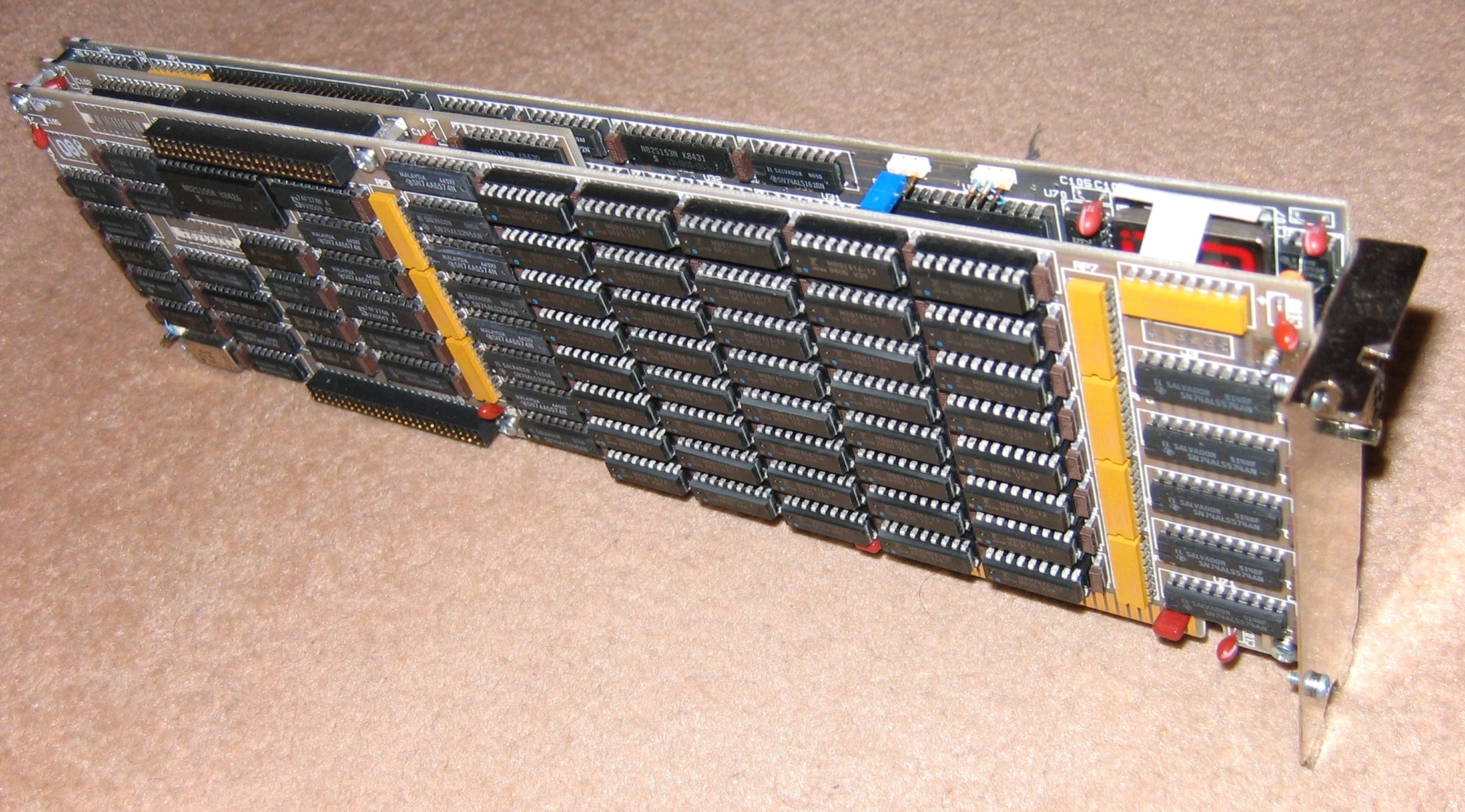
PGC-Karte

Der Professional Graphics Controller (PGC) war eine von IBM für den PC XT und PC AT hergestellte Grafikkarte. Im Vergleich zu anderen zeitgenössischen Grafiklösungen war der PGC sehr fortschrittlich. Er bot Hardwarebeschleunigung für 2D- und 3D-Grafiken für professionelle CAD-Anwendungen und bestand aus drei miteinander verbundenen Platinen, welche einen eigenen Prozessor und Grafikspeicher beherbergten.

## Monitor
Der Monitor IBM 5175 ist der zur PGC-Karte passende Monitor. Es handelt sich dabei um einen analogen RGB-Monitor, welcher speziell auf diese Karte abgestimmt ist. Normalerweise lässt er sich mit keiner anderen Grafikkarte betreiben, allerdings lässt er sich umbauen und kann dann mit VGA-Karten, alten Macintosh-Rechnern und anderen analogen RGB-Videoquellen betrieben werden. Auf VGA umgebaute Restbestände des 5175 wurden zum Teil Anfang der 1990er Jahre im amerikanischen Versandhandel abverkauft.

## Markt
Der PGC wurde 1984 eingeführt und bietet eine höhere Auflösung und Farbtiefe als der EGA-Standard aus dem gleichen Jahr. Mit der Unterstützung von einer Auflösung von 640 × 480 Bildpunkten mit 256 Farben (aus einer Palette von 4096 Farben) und 60 Hz Bildwiederholrate ist der PGC sogar den ersten VGA-Karten, welche 1987 eingeführt wurden, überlegen. Spiele mit dieser Grafikqualität wurden erst Anfang bis Mitte der 1990er Jahre für SVGA-Karten umgesetzt. Der Modus wird allerdings nicht durch eine BIOS-Schnittstelle unterstützt.
Der PGC zielte auf den Markt für professionelle CAD-Workstations und verfügt über 320 KB Videospeicher und einen eigenen Intel-8088-Prozessor, womit Anwendungen bei Aufgaben wie der Rotation von Bildern in 2D durch die Hardware unterstützt werden konnten. In Computern für gewöhnliche Anwender fand der PGC nie eine große Verbreitung, allerdings stellte ein IBM PC XT/AT mit einem PGC, welcher einen Listenpreis von 4.290 US-Dollar hatte, für professionelle Anwender eine sehr attraktive Alternative zu CAD-Workstations dar, welche oft um die 50.000 Dollar kosteten.
Mit dem Erscheinen von VGA-Karten wurde der PGC schließlich eingestellt.

## Besonderheit
In den 1980er-Jahren waren gängige Grafikadapter mit Rücksicht auf die Grenzen der damals noch oft benutzten Fernsehgeräte entwickelt worden; so entstand auch die CGA-Auflösung von 320 bzw. 640 × 200 Pixel. Diese allerdings waren rechteckig, bei der vergleichsweise kurzen Entfernung zu Computermonitoren wurde dies als störend empfunden; Grafiken mussten rechnerisch korrigiert werden oder wurden verzerrt angezeigt.
Bei PGC waren die Pixel nicht nur feiner, durch das Seitenverhältnis von 640:480, entsprechend dem 4:3 der Monitore, waren sie obendrein exakt quadratisch und wurden als weit weniger störend empfunden.
Eine Darstellung von PGC auf TV-Geräten war nicht vorgesehen; die Grafikadapter waren ohnehin nur für Profianwender mit entsprechenden Monitoren finanzierbar.

## Aufbau
Der PGC besteht aus drei Platinen. Eine enthält den Haupt-Grafikprozessor, Firmware-ROM-Chips und den Videoausgang; eine ist für die Emulation des CGA zuständig, und die dritte enthält überwiegend den Grafikspeicher. Auf einem Mainboard werden durch den PGC zwei ISA-Steckplätze belegt; die dritte Platine befindet sich dabei zwischen den beiden anderen, welche den Raum über den Steckplätzen in Anspruch nehmen. Aus Platzgründen konnte der PGC nur ab dem PC XT verwendet werden.
Zusätzlich zum Standardmodus von 640 × 480 Bildpunkten unterstützt der PGC auf Wunsch die offiziellen Text- und Grafikmodi des CGA. Dies kann mit einem Jumper auf der Platine eingestellt werden. Allerdings ist der PGC auf Registerebene nur teilweise zum CGA kompatibel, daher kann die CGA-Emulation deaktiviert und der PGC dann konfliktfrei mit einer echten CGA- oder EGA-Karte kombiniert betrieben werden.